# María Amparo Escandón
María Amparo Escandón (* 30. Juni 1957 in Mexiko-Stadt, Mexiko) ist eine US-amerikanische Autorin, Drehbuchautorin und Filmproduzentin.

## Leben
María Amparo Escandóns mütterlicher Urgroßvater war zu Beginn des 20. Jahrhunderts der Vizepräsident Mexikos in den letzten Jahren des Diktators Porfirio Díaz. Ein Vorfahre der väterlichen Linie war im 18. Jahrhundert der spanische Adlige José de Escandón, 1. Graf von Sierra Gorda, der die damalige mexikanische Provinz Nuevo Santander gegen den Widerstand der einheimischen Indianerbevölkerung gründete und dort der erste Gouverneur wurde. Ihr Vater war Bauunternehmer, ihre Mutter war im mexikanischen Arbeitsministerium für die Ausbildung zuständig.
Escandón wuchs als älteste von vier Kindern in Mexiko-Stadt auf. Sie musste häufig die Schulen wechseln, da sie disziplinarische Probleme hatte. Im Alter von dreizehn Jahren wurde sie in die USA auf ein Internat in Minnesota geschickt, wo sie das ländliche Amerika und auch die englische Sprache kennenlernte. Nach ihrer Rückkehr in die Heimat studierte sie in den Jahren von 1977 bis 1982 Kommunikation in Mexiko-Stadt an der Universidad Anáhuac und der Universidad Nuevo Mundo (UNUM).
Nach einer kurzen Ehe ging Escandón in die USA und wurde Mitbegründerin der spanischsprachigen, US-amerikanischen Werbeagentur Acento. Ihr Geschäftspartner war Benito Martínez Creel, der später ihr Ehemann und Vater ihrer zwei Kinder wurde. Von 1983 bis 1995 studierte sie in Los Angeles am Otis College of Art and Design das Fach Keramik. Sie veröffentlichte in der Folgezeit einige Kurzgeschichten in spanischer Sprache und belegte gleichzeitig ab 1993 Kurse in Kreativem Schreiben an der Abend- und Fernuniversität der University of California, Los Angeles Extension (UCLA). Seit 1994 vermittelt sie ihr Wissen in der Kunst des Schreibens in Englischer Sprache an der UCLA Extension.
Escandón schrieb bisher zu zweien ihrer Bücher die Drehbücher. Der Film Santitos, den sie auch mit ihrer eigenen Firma produzierte und der auf ihrem ersten Roman Esperanza’s Box of Saints beruht, wurde mehrfach ausgezeichnet. Mit ihrer Werbeagentur setzt sie sich unter anderem für die US-amerikanische Children’s Tumor Foundation ein. Sie arbeitet mit der kalifornischen Gefängnisverwaltung zusammen und hat die Einrichtung von Leserzirkeln für die mexikanischstämmigen Insassinnen veranlassen können.

## Veröffentlichungen
- Esperanza’s Box of Saints. Simon & Schuster, New York City 1999, ISBN 0-684-85614-X.
  - deutsch: Esperanza und die Heiligen. Diana Verlag, München 1999, ISBN 3-8284-0026-4.
- González & Daughter Trucking Company. Three Rivers Press, New York City 2005, ISBN 1-4000-9735-5.
  - Deutsch von Heike Smets: González & Tochter, Trucking Company. Edition Köln, Köln 2009, ISBN 978-3-936791-71-6.[1]
- L.A. Weather. Flatiron, New York 2021, ISBN 978-1-250-80256-9.